# Christian Wilhelmsson
Christian Ulf Wilhelmsson (født 8. december 1979 i Malmø) er en tidligere svensk fodboldspiller. Han har spillet for blandt andet Mjällby, Stabæk, RSC Anderlecht, FC Nantes, AS Roma, Bolton Wanderers,Deportivo La Coruña, Al-Hilal, Al-Ahli, LA Galaxy og Baniyas.
Wilhelmsson står (pr. 24. maj 2012) noteret for 78 kampe og otte scoringer for Sverige landshold, som han debuterede for i 2001. Han har repræsenteret sit land ved EM i 2004, VM i 2006 og EM i 2008.